# Hernandiaceae
Hernandiaceae er en lille familie med 4 slægter og 55 arter, som er udbredt i de tropiske regnskovsbælter på alle kontinenter. Det er træer eller lianer med mere eller mindre håndnervede blade. Blomsterne er meget forskelligartede. Frugterne er vingede spaltefrugter.
Ingen af arterne har dyrkningsmæssig eller økonomisk interesse under danske forhold.
| Slægter |

- Gyrocarpus
- Hernandia
- Illigera
- Sparattanthelium